# Hudson Street (serie televisiva)
Hudson Street è una serie televisiva statunitense in 22 episodi trasmessi per la prima volta nel corso di una sola stagione dal 1995 al 1996.
È una sitcom incentrata sulle vicende di Tony Canetti, un detective divorziato di Hoboken, New Jersey, che condivide la custodia del figlio Mickey con la sua ex-moglie. Tra il lavoro e la custodia del figlio, Tony inizia anche una storia d'amore con un cronista di nera idealista, Melanie (Lori Loughlin).

## Personaggi e interpreti
- Tony Canetti (22 episodi, 1995-1996), interpretato da Tony Danza.
- Melanie Clifford (22 episodi, 1995-1996), interpretata da Lori Loughlin.
È la nuova fidanzata di Tony.
- Tenente Al Teischler (22 episodi, 1995-1996), interpretato da Jerry Adler.
- Winston Silvira (22 episodi, 1995-1996), interpretato da Jeffrey Anderson-Gunter.
È un cameriere giamaicano, lavora in un ristorante frequentato da Tony e Melanie, si rivelerà un infiltrato della polizia.
- Off. Kirby McIntire (22 episodi, 1995-1996), interpretata da Christine Dunford.
- Mickey Canetti (22 episodi, 1995-1996), interpretato da Frankie J. Galasso.
È il figlio di Tony.
- R. Regelski (22 episodi, 1995-1996), interpretato da Tom Gallop.
- Lucy Canetti (22 episodi, 1995-1996), interpretata da Shareen Mitchell.
È l'ex moglie di Tony.
- Dottor Robert Alford (3 episodi, 1995-1996), interpretato da Doug Ballard.
- Jay Gallagher (3 episodi, 1995), interpretato da Markus Flanagan.
- Ernie (2 episodi, 1995), interpretato da Joseph D. Reitman.
- Rudolph Santiago (2 episodi, 1995), interpretato da Reni Santoni.
- Richard Franklin (2 episodi, 1996), interpretato da Carlos Jacott.

## Produzione
La serie, ideata da Randi Mayem Singer, fu prodotta da Katie Face Productions e TriStar Television e girata negli studios di Culver City in California. Le musiche furono composte da Jonathan Wolff.

### Registi
Tra i registi della serie sono accreditati:
- Lee Shallat Chemel in 13 episodi (1995-1996)
- John Rich in 2 episodi (1995)
- Gordon Hunt in 2 episodi (1996)
- Gail Mancuso in 2 episodi (1996)

### Sceneggiatori
Tra gli sceneggiatori della serie sono accreditati:
- Randi Mayem Singer in 22 episodi (1995-1996)
- Eric Brand in 6 episodi (1995-1996)
- Robert Kurtz in 6 episodi (1995-1996)
- Tom Brady in 4 episodi (1995-1996)
- Tracy Gamble in 4 episodi (1995-1996)
- Richard Vaczy in 4 episodi (1995-1996)
- Susan Beavers in 2 episodi (1995-1996)
- Dan Cohen in 2 episodi (1995)
- F.J. Pratt in 2 episodi (1995)

## Distribuzione
La serie fu trasmessa negli Stati Uniti dal 19 settembre 1995 al 19 giugno 1996 sulla rete televisiva ABC. In Italia è stata trasmessa con il titolo Hudson Street.
Alcune delle uscite internazionali sono state:
- negli Stati Uniti il 19 settembre 1995 (Hudson Street)
- in Germania il 29 marzo 1999 (Wer ist hier der Cop?)
- in Italia (Hudson Street)

## Episodi
| Stagione       | Episodi | Prima TV USA |
| -------------- | ------- | ------------ |
| Prima stagione | 22      | 1995-1996    |